# Eishockey bei den Deutschen Kampfspielen
Eishockeyturniere wurden bei allen vier Austragungen der Winterspiele der Deutschen Kampfspiele ausgespielt. Drei Austragungen konnte der deutsche Serienmeister Berliner Schlittschuhclub gewinnen, nur das letzte Turnier 1934 entschied der SC Brandenburg Berlin für sich. Die Turniere waren von unterschiedlicher Qualität, 1922 nahmen alle Teilnehmer der deutschen Meisterschaft an den Kampfspielen teil, 1934 zählte das Turnier sogar als deutsche Meisterschaft. 1926 trugen zwei relativ ungeübte lokale Mannschaften und das Juniorenteam des Berliner Schlittschuhclubs das Turnier aus.

## Austragung 1922
Die erste Austragung fand vom 23. bis 25. Januar 1922 auf dem Rießersee in Garmisch statt. Im Vorfeld war die Deutsche Eishockey-Meisterschaft 1922 ausgespielt worden, die überraschend der MTV München gewonnen hatte – und damit erstmals nicht der Berliner Schlittschuhclub. Die Berliner konnten sich bei den Kampfspielen revanchieren. Dabei waren nur „Deutsche Spieler“ spielberechtigt, wodurch der Schwede Nils Molander – im Gegensatz zum Schweizer Max Holsboer – beim BSchC nicht teilnehmen konnte. Auch Österreicher konnten teilnehmen, für Österreich bzw. Wien spielte eine kombinierte Mannschaft des Wiener EV und des Wiener AC. Die Wiener spielten zuvor hauptsächlich Eishockey mit dem Ball (Bandy).
23./24. Januar 1922

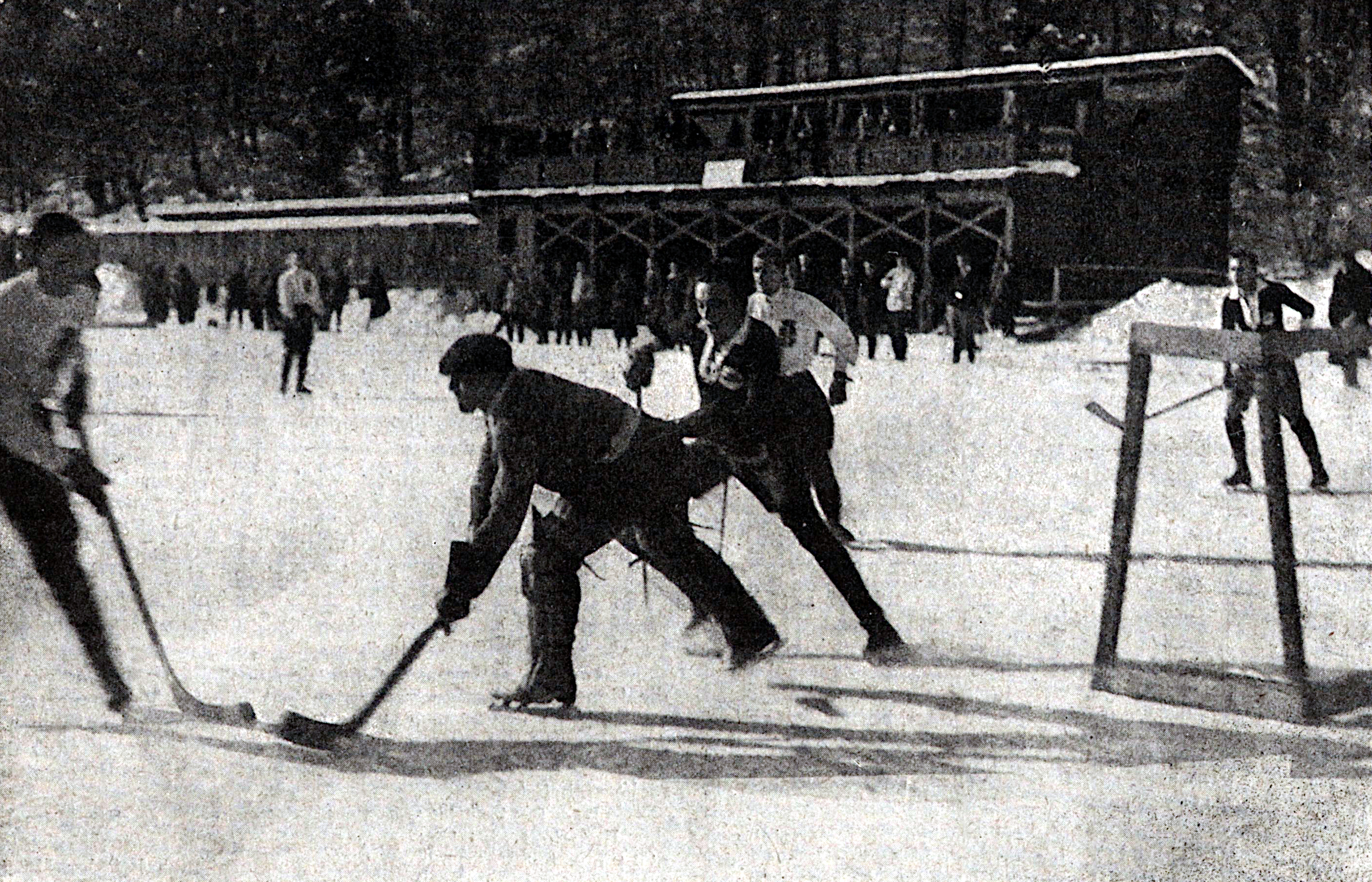
Spielszene, Alexander Popovich im Tor der Wiener Mannschaft

- SC Charlottenburg – Wien 2:1 (1:0)
- Berliner SC – Wien 5:1 (1:0)
- MTV München – Münchner HTC 3:2
- Berliner SC – SC Charlottenburg 0:0 (0:0)
- Berliner SC – Münchner HTC 18:1
- MTV München – Wien 1:0 (1:0)

25. Januar 1922
- MTV München – SC Charlottenburg 4:0 (2:0)
- Berliner SC – MTV München 3:0 (0:0)
- Wien – Münchner HTC 9:0
- SC Charlottenburg – Münchner HTC 10:0

|    |                                 | Sp | S | U | N | Tore   | Punkte |
| -- | ------------------------------- | -- | - | - | - | ------ | ------ |
| 1. | Berliner Schlittschuhclub       | 4  | 3 | 1 | 0 | 26:020 | 7:1    |
| 2. | MTV München                     | 4  | 3 | 0 | 1 | 08:07  | 6:2    |
| 3. | SC Charlottenburg               | 4  | 2 | 1 | 1 | 12:05  | 5:3    |
| 4. | Wien                            | 4  | 1 | 0 | 3 | 11:08  | 2:6    |
| 5. | Münchner Hockey- und Tennisclub | 4  | 0 | 0 | 4 | 03:40  | 0:8    |

Abkürzungen: Sp = Spiele, S = Siege, U = Unentschieden, N = Niederlagen

## Austragung 1926
Die zweite Austragung des Eishockeyturniers fand vom 28. bis 31. Januar 1926 am Titisee im Schwarzwald statt. Das Eisstadion Titisee war erst am 17. Januar 1926 eröffnet worden.
Der lokale WSV Titisee hatte erst 11 Monate zuvor sein erstes Eishockeyspiel absolviert. Auch beim RSEV Stuttgart war Eishockey relativ neu. Der amtierende Deutsche Meister Berliner SC trat mit einer Juniorenmannschaft an, in der spätere Stars wie die damals 18-jährigen Gustav Jaenecke und Horst Orbanowski antraten, und gewann den Wettbewerb klar.
- Berliner SC – RESV Stuttgart 11:0
- Berliner SC – WSV Titisee 26:1
- RESV Stuttgart – WSV Titisee 6:1

|    |                           | Sp | S | U | N | Tore  | Punkte |
| -- | ------------------------- | -- | - | - | - | ----- | ------ |
| 1. | Berliner Schlittschuhclub | 2  | 2 | 0 | 0 | 37:01 | 4:0    |
| 2. | RESV Stuttgart            | 2  | 1 | 0 | 1 | 06:12 | 2:2    |
| 3. | WSV Titisee               | 2  | 0 | 0 | 2 | 02:32 | 0:4    |

Abkürzungen: Sp = Spiele, S = Siege, U = Unentschieden, N = Niederlagen

## Austragung 1930
Die dritte Austragung fand vom 17. bis 19. Januar 1930 in Krummhübel im Riesengebirge statt. Erneut gewann der Serienmeister Berliner Schlittschuhclub das Turnier, diesmal durch einen 3:1-Sieg gegen den Lokalrivalen SC Brandenburg. Weiterer Teilnehmer war der Troppauer EV, der amtierende Meister des Deutschen Eishockey Verbands, des Verbands der deutschen Minderheit in der Tschechoslowakei. Die Troppauer wurden durch Spieler des Jägerndorfer EV verstärkt. Der Pötzleinsdorfer SK zog seine Meldung zurück.
17. Januar
- Brandenburg Berlin – Rastenburg 4:2 (3:1, 1:1, 0:0)  Herker 3, ? / Didzuhn, ?
- Troppauer EV – Görlitzer EV 4:0 (2:0, 1:0, 1:0)  Dorasil 2, Heinz 2
- Rastenburg – Görlitzer EV 3:0 (2:0, 1:0, 1:0)

18. Januar
- Berliner SC – Görlitzer EV 13:1 (4:0, 4:0, 5:1)  Jaenecke 8, R. Ball 3, Römer, H. Ball / Sperlich
- Troppauer EV – Berliner SC 2:2 (1:0, 1:1, 0:1) Vilém Heinz 2 / Jaenecke (H.Brück), Jaenecke
- Brandenburg Berlin – Troppauer EV 6:0 (2:0, 0:0, 4:0)
- Brandenburg Berlin – Görlitzer EV 5:0

19. Januar
- Berliner SC – Rastenburg 5:0
- Troppauer EV – Rastenburg 0:0 (nach 15 Minuten wegen schlechter Eisverhältnisse abgebrochen)
- Berliner SC – Brandenburg Berlin 3:1 (2:0, 0:0, 1:1)  Brück, R. Ball, Jaenecke / Kuklinski

|    |                | Sp | S | U | N | Tore  | Punkte |
| -- | -------------- | -- | - | - | - | ----- | ------ |
| 1. | Berliner SC    | 4  | 3 | 1 | 0 | 23:04 | 7:1    |
| 2. | SC Brandenburg | 4  | 3 | 0 | 1 | 15:05 | 6:2    |
| 3. | Troppauer EV   | 4  | 1 | 2 | 1 | 06:08 | 4:4    |
| 4. | Rastenburg     | 4  | 1 | 1 | 2 | 05:09 | 3:5    |
| 5. | Görlitzer EV   | 4  | 0 | 0 | 4 | 01:25 | 0:8    |

Abkürzungen: Sp = Spiele, S = Siege, U = Unentschieden, N = Niederlagen

## Austragung 1934
Die vierte Austragung des Wettbewerbs fand vom 28. bis 31. Januar in Schierke im Harz statt. Der Wettbewerb galt gleichzeitig als Deutsche Meisterschaft.
Endstand:
1. SC Brandenburg
2. SC Riessersee
3. ESV Füssen
4. Berliner SC
5. VfL Rastenburg, SC Forsthausstraße Frankfurt, SC Meiningen, SV Rastenburg
6. Berliner EC
7. Blau-Weiß Dresden
8. Berliner HC, EV Hindenburg
9. Bobclub Erfurt, SV Schierke, Altonaer SV